# アルヘニス
アルヘニス（Argenis、1986年8月13日 - ）は、メキシコのプロレスラー。メキシコシティ出身。
ドクトル・カロンテの息子で、家族の多くがレスラーであり、兄弟にミステシス、アルゴス、ドクトル・カロンテ・ジュニア2号、ミニ・マーダー・クラウン。叔父にトニー・サラサール、いとこにカメラマンのアレクシス・サラサール、マグヌス、ウリセス・ジュニアがいる。

## 来歴
2006年、CMLLにてエル・イホ・デル・ドクトル・カロンテ（El Hijo del Dr. Karonte）のリングネームでルチャドールデビューを果たす。しかし、兄のミスティコとアストロ・ボーイの存在があってか出場機会が少なく、不仲説などもあったせいで団体に馴染む事ができずに2007年にCMLLから退団した。
CMLL退団後、メキシコのインディー団体であるIWRG（International Wrestling Revolution Group）やAULL（Alianza Universal De Lucha Libre）にドクトル・カロンテ・ジュニア（Dr. Karonte Jr. I）のリングネームで参戦し、父のドクトル・カロンテと親子タッグで活動した。
2008年、CMLLのライバル団体であるAAAのトライアウトに参加し、ヘッドトレーナーであるグラン・アパッチェから注目された。試用期間としてAAAのダークマッチでジョバーを務め、アピールに成功した事により正式にAAAと契約を交わして入団となった。
AAA入団後、アルヘニス（Argenis）のリングネームでデビューし、当初はCMLLであったミスティコとの不仲説から引用し、ミスティコに嫉妬する男というギミックで活動するも頓挫。以降、特にストーリーラインに絡む事もできずに前座での試合が主になった。
2009年、ハイフライヤーのテクニコで結集されたユニットであるリアル・フエルサ・エリアにメンバー入りすると頭角を現してメンバーの中心となる活躍を見せ、サイコ・サーカスやラ・セクタといったルードユニットと抗争を繰り広げた。2011年にはCMLLから移籍してきた兄のアルゴスがメンバー入りし、兄弟タッグを実現している。
2012年、リアル・フエルサ・エリアを解散するとルードへと転向したアルゴスと抗争を展開。
2013年、クルーザー級でありながらAAA世界ヘビー級王座を長期保持するエル・テハノ・ジュニアからAAAに所属するレスラー全体に挑戦するよう挑発された際に触発されて対戦を申し出るもベルトを奪取するに至らなかった。
同年8月、全日本プロレスにドラゴと共に初来日を果たし参戦。同月11日、鈴木鼓太郎 & 青木篤志が保持するアジアタッグ王座に挑戦するも敗戦した。
2014年5月4日、UMLL Guerra de Gladiadoresにてシン・カラ & アルゴス、そしてシベルネティコと組んでアベルノ & サイコ・サーカスと3本勝負による8人制タッグマッチを行い勝利した。8月24日、UWE（Universal Wrestling Entertainment）にてアルゴス & ドクトル・カロンテと組んでロス・ピラタス（ピラタ・モルガン & ピラタ・モルガン・ジュニア & イホ・デ・ピラタ・モルガン）と親子対決を行うも敗戦した。

## 得意技
- アサイ・ムーンサルト[1]
- トリプルジャンプ・ムーンサルト[1]
- クロスボディブロック[1]
- プランチャ[1]